# Ernest Santasusagna i Santacreu
 (juin 2018).
Ernest Santasusagna i Santacreu (Barcelone, 1900 - Santa Coloma de Gramenet, 1964) est un peintre catalan.

## Biographie
Fils d'une riche famille barcelonaise de la fin du XIXe siècle, il se forme à l'Académie Baixas et à l'École de la Llotja de Barcelone. En 1943, il est nommé professeur de l'École des Beaux-Arts de cette ville.
Josep Maria Garrut i Romà, dans Deux siècles de peinture catalane : XIXe et XXe siècles, mentionne la relation entre Santasugsana et la Metro Goldwin Mayer, par la commande d'affiches pour les façades de cinémas.
À l'Exposition des Beaux-Arts de Barcelone en 1944, il remporte le Prix d'Honneur grâce à l'œuvre La llotja de la Celestina, œuvre sous une  grande influence de Goya.
Il expose souvent à Barcelone. Il se consacre au dessin animé pour la Metro Goldwin Mayer. Il participe à de nombreuses expositions collectives et remporte le prix d'honneur de l'Exposition nationale des beaux-arts de Barcelone en 1944 avec El palco de la Celestina. Excellent technicien, il est professeur de couleur et de composition et l'un des représentants les plus remarquables de la peinture académique catalane.
De nombreuses huiles du peintre décorent l'intérieur de la Casa de la Seda (Maison de la soie) à Barcelone.